# San Rafael – El Placer
San Rafael – El Placer ist eine Stadt in Uruguay.

## Geographie
Sie befindet sich auf dem Gebiet des Departamento Maldonado in dessen Sektor 1. San Rafael – El Placer liegt an der Atlantikküste, eingerahmt vom westlich anschließenden Punta del Este und dem im Osten liegenden La Barra, von dem die Stadt durch den hier in den Atlantik mündenden Arroyo Maldonado getrennt ist.

## Infrastruktur
Nördlich von San Rafael – El Placer liegt der Flughafen El Jaguel.

## Einwohner
San Rafael – El Placer hatte bei der Volkszählung 2011 3.146 Einwohner, davon 1.724 männliche und 1.422 weibliche.
| Jahr | Einwohner |
| ---- | --------- |
| 1963 | 87        |
| 1975 | 219       |
| 1985 | 491       |
| 1996 | 1.950     |
| 2004 | 1.994     |
| 2011 | 3.146     |

Quelle: Instituto Nacional de Estadística de Uruguay